# Кремен (Кырджалийская область)
Кремен (болг. Кремен) — село в Болгарии. Находится в Кырджалийской области, входит в общину Кирково. Население составляет 108 человек.

## Политическая ситуация
В местном кметстве Чакаларово, в состав которого входит Кремен, должность кмета (старосты) исполняет Митко Дамянов Башев (Граждане за европейское развитие Болгарии (ГЕРБ)) по результатам выборов правления кметства.
Кмет (мэр) общины Кирково — Шукран Кязим Идриз (Движение за права и свободы (ДПС)) по результатам выборов в правление общины.